# Haleiwa
Haleiwa és una concentració de població designada pel cens dels Estats Units a l'estat de Hawaii. Segons el cens del 2000 tenia 2.225 habitants.

## Demografia
Segons el cens del 2000, Haleiwa tenia 2.225 habitants, 770 habitatges, i 526 famílies La densitat de població era de 470,31 habitants per km².
Dels 770 habitatges en un 28,8% hi vivien nens de menys de 18 anys, en un 45,7% hi vivien parelles casades, en un 14,4% dones solteres, i en un 31,7% no eren unitats familiars. En el 24,4% dels habitatges hi vivien persones soles el 8,7% de les quals corresponia a persones de 65 anys o més que vivien soles. El nombre mitjà de persones vivint en cada habitatge era de 2,88 i el nombre mitjà de persones que vivien en cada família era de 3,46.
Per edats la població es repartia de la següent manera: un 26,2% tenia menys de 18 anys, un 9,6% entre 18 i 24, un 27,3% entre 25 i 44, un 24,6% de 45 a 64 i un 12,3% 65 anys o més.
L'edat mediana era de 36,5 anys. Per cada 100 dones hi havia 103,57 homes. Per cada 100 dones de 18 o més anys hi havia 101,1 homes.
La renda mediana per habitatge era de 39.643 $ i la renda mediana per família de 48.553 $. Els homes tenien una renda mediana de 31.750 $ mentre que les dones 25.163 $. La renda per capita de la població era de 16.504 $. Aproximadament el 15,0% de les famílies i el 17,6% de la població estaven per davall del llindar de pobresa.

## Poblacions més properes
El següent diagrama mostra les poblacions més properes.